# ピーター・ヴォーコス
ピーター・ヴォーコス（Peter Voulkos or Panagiotis Voulkos, 本名：Panagiotis Harry Voulkopoulos, 1924年1月29日 モンタナ州ボーズマン – 2002年2月16日）はギリシャ系アメリカ人美術家。陶芸とファインアートの伝統的な壁を飛び越えた、抽象表現主義陶磁器作家として知られる。

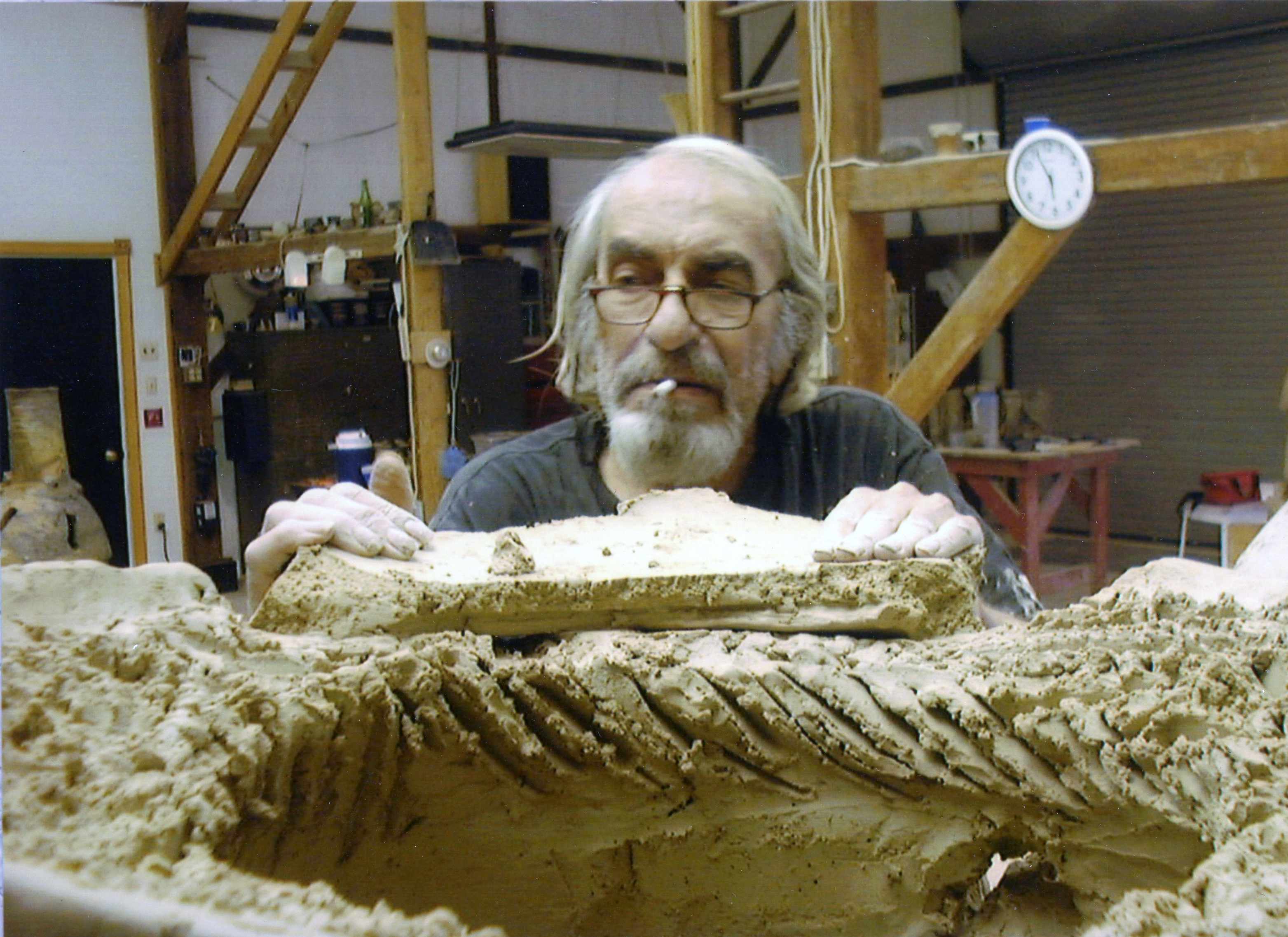
1996年

## 経歴
ヴォーコスはモンタナ州立大学ボーズマン校（en:Montana State University - Bozeman）で絵画と陶芸を学んだ後、カリフォルニア美術大学(CCA)で美術学修士号（en:Master of Fine Arts）を取得した。ボーズマンでの機能的な食器類作りが、ヴォーコスのキャリアの始まりである。その才能はたちまち認められ、賞も獲得。1953年には、ノースカロライナ州アッシュヴィル（en:Asheville, North Carolina）のブラック・マウンテン・カレッジの夏期陶芸講座の講師に招かれた。1954年にオーティス芸術大学（en:Otis College of Art and Design）に陶芸学部を立ち上げた後、ヴォーコスの作品はみるみる抽象的で彫刻的に変わっていった。カリフォルニア大学バークレー校に移り、そこでも陶芸学部を作り、1959年から1985年まで教鞭をとった。教え子たちからは多くの高名な陶芸作家が輩出している。
ヴォーコスの彫刻は、その視覚的重さ、自由な形状、アグレッシヴかつエネルギッシュな装飾で有名である。作品の表面を力強くひちきぎり、叩き、えぐり出す。ブロンズ像を制作したこともある。ある時期には、陶磁器に釉薬を塗るか着色し、筆使いで作品を仕上げた。1979年にピーター・カラスから薪窯の使用を紹介されて以降、ヴォーコスの作品はほとんどが窯焚きである。

ヴォーコスは見物人と一緒に仕事をするのが好きだった。2002年2月16日に心筋梗塞で亡くなる直前も、オハイオ州ボーリング・グリーン州立大学でのワークショップを指導し、その技術を観客に披露していた。78歳だった。

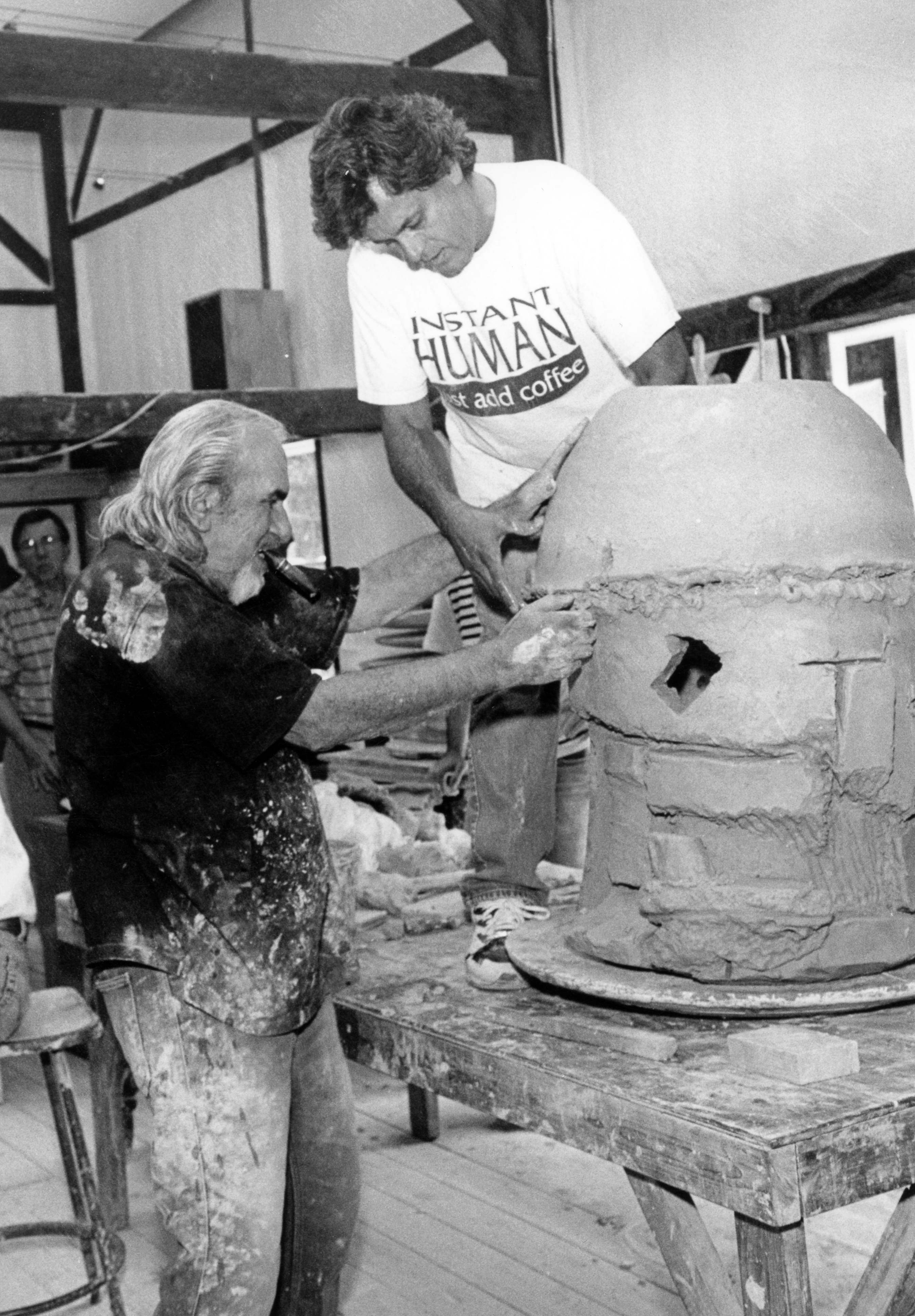
ピーター・カラス（英語版）との製作
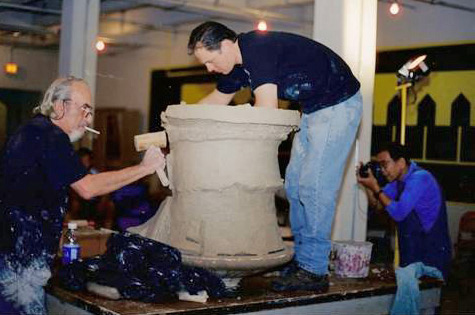
ジョン・バリストレーリ（英語版）との製作

ヴォーコスの作品は、メトロポリタン美術館とニューヨーク近代美術館、Charles Cowles Gallery（en:Charles Cowles Gallery）（以上ニューヨーク）、フィラデルフィア美術館（フィラデルフィア）、スミソニアン博物館（ワシントンD.C.）、オランダのアムステルダム市立美術館、アイントホーフェン市立美術館、日本のTokyo Folk Art Museum、京都国立博物館、オーストラリアのメルボルンのヴィクトリア国立美術館（en:National Gallery of Victoria）、ロンドンのヴィクトリア&アルバート美術館など、世界中の美術館にある。

## 読書案内
- Rhodes, Daniel (1959) Stoneware and Porcelain: The Art of High-Fired Pottery  Philadelphia: Chilton Book Company, Pennsylvania, 1959.
- Coplans, John (1966) Abstract Expressionist Ceramics (exhibition catalogue), University of California, Irvine, 1966.
- Read, Herbert (1964) A Concise History of Modern Sculpture  New York: Oxford University Press, New York, 1964.
- Beard, Geoffrey (1969) Modern Ceramics London: Studio Vista, United Kingdom, 1969.
- Fischer, Hal (1978) "The Art of Peter Voulkos", ARTFORUM, November 1978, pp. 41 - 47.
- Slivka, Rose (1978) Peter Voulkos: A Dialogue with Clay  New York Graphic Society in association with American Crafts Council, New York 1978.
- San Francisco Museum of Modern Art (1978) Peter Voulkos: A Retrospective 1948-1978 San Francisco, California, 1978.
- Preaud, Tamara and Serge Gauthier (1982) Ceramics of the 20th Century New York:Rizzoli International, New York. 1982.
- MacNaughton, Mary et al. (1994) Revolution in Clay: The Marer Collection of Contemporary Ceramics, Scripps College, Claremont, California, in association with The University of Washington, Seattle, 1994.
- Slivka, Rose and Karen Tsujimoto (1995) The Art of Peter Voulkos,  Kodansha International in collaboration with The Oakland Museum, Oakland, California, 1995.
- Danto, Arthur Coleman and Janet Koplos Choice from America: Modern American Ceramics Het Kruithuis, Museum of Contemporary Art. 's-Hertogenbosch, Netherlands, pp. 9-12, 16-9, 104-7, 133. 1999.
- The American Art Book London:Phaidon Press Limited,  p. 467, 1999.
- Cooper, Emmanuel (2000) Ten Thousand Years of Pottery, 4th ed., Philadelphia-Pennsylvania:   University of Pennsylvania Press, 2000.
- Faberman, Hilarie, et al (2004 )Picasso to Thiebaud: Modern and Contemporary Art from the Collections of Stanford University Alumni and Friends, Iris & B. Gerald Cantor Center for Visual Arts, Stanford University. Palo Alto, California. 2004.